# Sergueï Toltchinski
Sergueï Aleksandrovitch Toltchinski - en russe : Сергей Александрович Толчинский et en anglais : Sergei Tolchinski - (né le 3 février 1995 à Moscou en Russie) est un joueur professionnel russe de hockey sur glace. Il évolue au poste d'attaquant.

## Biographie

### Carrière en club
Formé au HK CSKA Moscou, il débute en 2011 dans la Molodiojnaïa Hokkeïnaïa Liga avec la Krasnaïa Armia, l'équipe junior du CSKA. Il est sélectionné au premier tour, en vingt-huitième position lors du repêchage d'entrée dans la KHL 2012 par le CSKA qui le protège pour conserver ses droits. Il est choisi au premier tour, en douzième position lors de la sélection européenne 2012 de la Ligue canadienne de hockey par les Greyhounds de Sault-Sainte-Marie. Il décide alors de partir en Amérique du Nord pour jouer dans la Ligue de hockey de l'Ontario. Il signe un contrat avec les Hurricanes de la Caroline le 22 août 2013. Il joue son premier match professionnel en 2014 avec les Checkers de Charlotte, club ferme des Hurricanes dans la Ligue américaine de hockey. Le 31 mars 2016, il joue son premier match dans la Ligue nationale de hockey avec les Hurricanes face aux Rangers de New York inscrivant une assistance.

### Carrière internationale
Il représente la Russie en sélections jeunes.

## Statistiques

### En club
| Saison     | Équipe                           | Ligue      |    | Saison régulière | Saison régulière | Saison régulière | Saison régulière | Saison régulière |   | Séries éliminatoires | Séries éliminatoires | Séries éliminatoires | Séries éliminatoires | Séries éliminatoires |
| Saison     | Équipe                           | Ligue      | PJ | B                | A                | Pts              | Pun              | PJ               | B | A                    | Pts                  | Pun                  |                      |                      |
| 2011-2012  | Krasnaïa Armia                   | MHL        | 51 | 19               | 15               | 34               | 26               | 15               | 4 | 4                    | 8                    | 6                    |                      |                      |
| 2012-2013  | Greyhounds de Sault-Sainte-Marie | LHO        | 62 | 26               | 25               | 51               | 12               | 6                | 2 | 2                    | 4                    | 4                    |                      |                      |
| 2013-2014  | Greyhounds de Sault-Sainte-Marie | LHO        | 66 | 31               | 60               | 91               | 22               | 9                | 2 | 4                    | 6                    | 4                    |                      |                      |
| 2013-2014  | Checkers de Charlotte            | LAH        | 1  | 0                | 0                | 0                | 0                | -                | - | -                    | -                    | -                    |                      |                      |
| 2014-2015  | Greyhounds de Sault-Sainte-Marie | LHO        | 61 | 30               | 65               | 95               | 10               | 14               | 4 | 10                   | 14                   | 4                    |                      |                      |
| 2015-2016  | Checkers de Charlotte            | LAH        | 72 | 14               | 22               | 36               | 28               | -                | - | -                    | -                    | -                    |                      |                      |
| 2015-2016  | Hurricanes de la Caroline        | LNH        | 2  | 0                | 1                | 1                | 0                | -                | - | -                    | -                    | -                    |                      |                      |
| 2016-2017  | Checkers de Charlotte            | LAH        | 59 | 7                | 16               | 23               | 41               | 1                | 0 | 1                    | 1                    | 0                    |                      |                      |
| 2016-2017  | Hurricanes de la Caroline        | LNH        | 2  | 0                | 1                | 1                | 0                | -                | - | -                    | -                    | -                    |                      |                      |
| 2017-2018  | Checkers de Charlotte            | LAH        | 43 | 7                | 19               | 26               | 22               | -                | - | -                    | -                    | -                    |                      |                      |
| 2018-2019  | HK CSKA Moscou                   | KHL        | 37 | 9                | 4                | 13               | 10               | -                | - | -                    | -                    | -                    |                      |                      |
| 2018-2019  | Zvezda Moscou                    | VHL        | 6  | 1                | 3                | 4                | 0                | 5                | 0 | 1                    | 1                    | 4                    |                      |                      |
| 2019-2020  | HK CSKA Moscou                   | KHL        | 40 | 14               | 8                | 22               | 22               | 3                | 0 | 0                    | 0                    | 2                    |                      |                      |
| 2019-2020  | Zvezda Moscou                    | VHL        | 4  | 3                | 1                | 4                | 27               | -                | - | -                    | -                    | -                    |                      |                      |
| 2020-2021  | Avangard Omsk                    | KHL        | 51 | 15               | 31               | 46               | 20               | 24               | 6 | 14                   | 20                   | 12                   |                      |                      |
| 2021-2022  | Avangard Omsk                    | KHL        | 30 | 5                | 22               | 27               | 14               | 13               | 2 | 5                    | 7                    | 4                    |                      |                      |
| 2022-2023  | Avangard Omsk                    | KHL        | 68 | 16               | 40               | 56               | 20               | 14               | 5 | 2                    | 7                    | 4                    |                      |                      |
| 2023-2024  | SKA Saint-Pétersbourg            | KHL        | 67 | 18               | 36               | 54               | 24               | 10               | 3 | 1                    | 4                    | 2                    |                      |                      |
| 2024-2025  | SKA Saint-Pétersbourg            | KHL        | 48 | 7                | 9                | 16               | 18               | 4                | 0 | 0                    | 0                    | 0                    |                      |                      |
| Totaux LNH | Totaux LNH                       | Totaux LNH | 4  | 0                | 2                | 2                | 0                | -                | - | -                    | -                    | -                    |                      |                      |

### En équipe nationale
| Année | Équipe                       | Compétition                          |   | PJ | B | A | Pts | Pun | +/-               |  | Résultat |
| 2013  | Russie                       | Championnat du monde moins de 18 ans | 7 | 3  | 1 | 4 | 2   | +5  | Quatrième place   |  |          |
| 2015  | Russie                       | Championnat du monde junior          | 7 | 4  | 1 | 5 | 4   | -1  | Médaille d'argent |  |          |
| 2021  | ROC (Comité olympique russe) | Championnat du monde                 | 7 | 3  | 2 | 5 | 2   | +5  | Cinquième place   |  |          |